# Saraina kindamba
Saraina kindamba är en spindelart som beskrevs av Galina N. Azarkina 2009. Saraina kindamba ingår i släktet Saraina och familjen hoppspindlar. Inga underarter finns listade i Catalogue of Life.